# 车里雅宾斯克沙戈尔机场
车里雅宾斯克沙戈尔（俄语：Челябинск Шагол）机场是位于俄罗斯车里雅宾斯克的一个军用飛行場。該機場內的飛機隸屬於俄罗斯空天军。
车里雅宾斯克沙戈尔机场于1938年启用，是车里雅宾斯克的第一个機場。在該機場剛啟用時，該機場是一個民航機場。1953年，所有民航飛機都停到車里雅賓斯克機場，车里雅宾斯克沙戈尔机场轉型成軍用機場。